# Lliga ivoriana de futbol
La Lliga ivoriana de futbol és la màxima competició futbolística de Costa d'Ivori. És organitzada per la Fédération Ivoirienne de Football. Es disputà per primer cop el 1960, tot i que es disputà una edició prèvia el 1956.
La màxima categoria s'ha anomenat:
- Superdivision (1960-2004)
- Ligue 1 Orange (2004-2007)
- MTN Ligue 1 (2008-2012)
- Ligue 1 Côte d'Ivoire (des de 2012)

ASEC Mimosas sosté el rècord mundial de partits imbatut, amb 108 partits de lliga 1989 i 1994. La ratxa finalitzà el 19 de juny de 1994 quan ASEC perdé 1–2 davant SO Armée.

## Clubs participants temporada 2015–16
| Club            | Ciutat       |
| --------------- | ------------ |
| AFAD Djékanou   | Djékanou     |
| Africa Sports   | Abidjan      |
| AS Denguélé     | Odienné      |
| AS Indenié      | Abengourou   |
| AS Tanda        | Tanda        |
| ASEC Mimosas    | Abidjan      |
| CO Korhogo      | Korhogo      |
| JC Abidjan      | Abidjan      |
| Moossou FC      | Grand-Bassam |
| SC Gagnoa       | Gagnoa       |
| Séwé Sport      | San Pédro    |
| SO Armée        | Yamoussoukro |
| Stade d'Abidjan | Abidjan      |
| Yopougon FC     | Yopougon     |

## Historial
Font:
Abans de la independència
- 1956:  Africa Sports National
- 1958:  Africa Sports National

Després de la independència
- 1960:  Onze Frères de Bassam (1)
- 1961:  Onze Frères de Bassam (2)
- 1962:  Stade d'Abidjan (1)
- 1963:  ASEC Mimosas (1)
- 1964:  Stade d'Abidjan (2)
- 1965:  Stade d'Abidjan (3)
- 1966:  Stade d'Abidjan (4)
- 1967:  Africa Sports National (1)
- 1968:  Africa Sports National (2)
- 1969:  Stade d'Abidjan (5)
- 1970:  ASEC Mimosas (2)
- 1971:  Africa Sports National (3)
- 1972:  ASEC Mimosas (3)
- 1973:  ASEC Mimosas (4)
- 1974:  ASEC Mimosas (5)
- 1975:  ASEC Mimosas (6)
- 1976:  SC Gagnoa (1)
- 1977:  Africa Sports National (4)
- 1978:  Africa Sports National (5)
- 1979:  Stella Club d'Adjamé (1)
- 1980:  ASEC Mimosas (7)
- 1981:  Stella Club d'Adjamé (2)
- 1982:  Africa Sports National (6)
- 1983:  Africa Sports National (7)
- 1984:  Stella Club d'Adjamé (3)
- 1985:  Africa Sports National (8)
- 1986:  Africa Sports National (9)
- 1987:  Africa Sports National (10)
- 1988:  Africa Sports National (11)
- 1989:  Africa Sports National (12)
- 1990:  ASEC Mimosas (8)
- 1991:  ASEC Mimosas (9)
- 1992:  ASEC Mimosas (10)
- 1993:  ASEC Mimosas (11)
- 1994:  ASEC Mimosas (12)
- 1995:  ASEC Mimosas (13)
- 1996:  Africa Sports National (13)
- 1997:  ASEC Mimosas (14)
- 1998:  ASEC Mimosas (15)
- 1999:  Africa Sports National (14)
- 2000:  ASEC Mimosas (16)
- 2001:  ASEC Mimosas (17)
- 2002:  ASEC Mimosas (18)
- 2003:  ASEC Mimosas (19)
- 2004:  ASEC Mimosas (20)
- 2005:  ASEC Mimosas (21)
- 2006:  ASEC Mimosas (22)
- 2007:  Africa Sports National (15)
- 2008:  Africa Sports National (16)
- 2009:  ASEC Mimosas (23)
- 2010:  ASEC Mimosas (24)
- 2011:  Africa Sports National (17)
- 2012:  Séwé Sport (1)
- 2012-13:  Séwé Sport (2)
- 2013-14:  Séwé Sport (3)
- 2014-15:  AS Tanda (1)
- 2015-16:  AS Tanda (2)
- 2016-17:  ASEC Mimosas (25)
- 2017-18:  ASEC Mimosas (26)
- 2018-19:  SO Armée (1)
- 2019-20:  Racing Club Abidjan (1)
- 2020-21:  ASEC Mimosas (27)
- 2021-22:  ASEC Mimosas (28)
- 2022-23:  ASEC Mimosas (29)
- 2023-24:  FC San Pédro (1)